# Words (The Christians)
Words is een nummer van de Britse band The Christians uit 1990. Het is de eerste single van hun tweede studioalbum Colour.
"Words" is een ballad die gaat over een man die spijt heeft van de slechte dingen die hij zijn vrouw heeft aangedaan. Het nummer haalde een bescheiden 18e positie in het Verenigd Koninkrijk. In de Nederlandse Top 40 wist het de 5e positie te behalen, en in de Vlaamse Radio 2 Top 30 haalde het de 10e plek.

## NPO Radio 2 Top 2000
| Nummer met noteringen in de NPO Radio 2 Top 2000 | '03  | '04  |
| ------------------------------------------------ | ---- | ---- |
| Words                                            | 1415 | 1777 |

1. ↑  Een vetgedrukt getal geeft de hoogste notering aan.
2. ↑  2003 was het eerste jaar met een notering voor dit nummer.
3. ↑  Deze tabel is bijgewerkt tot en met de laatste editie (2024).